# Tindhólmur

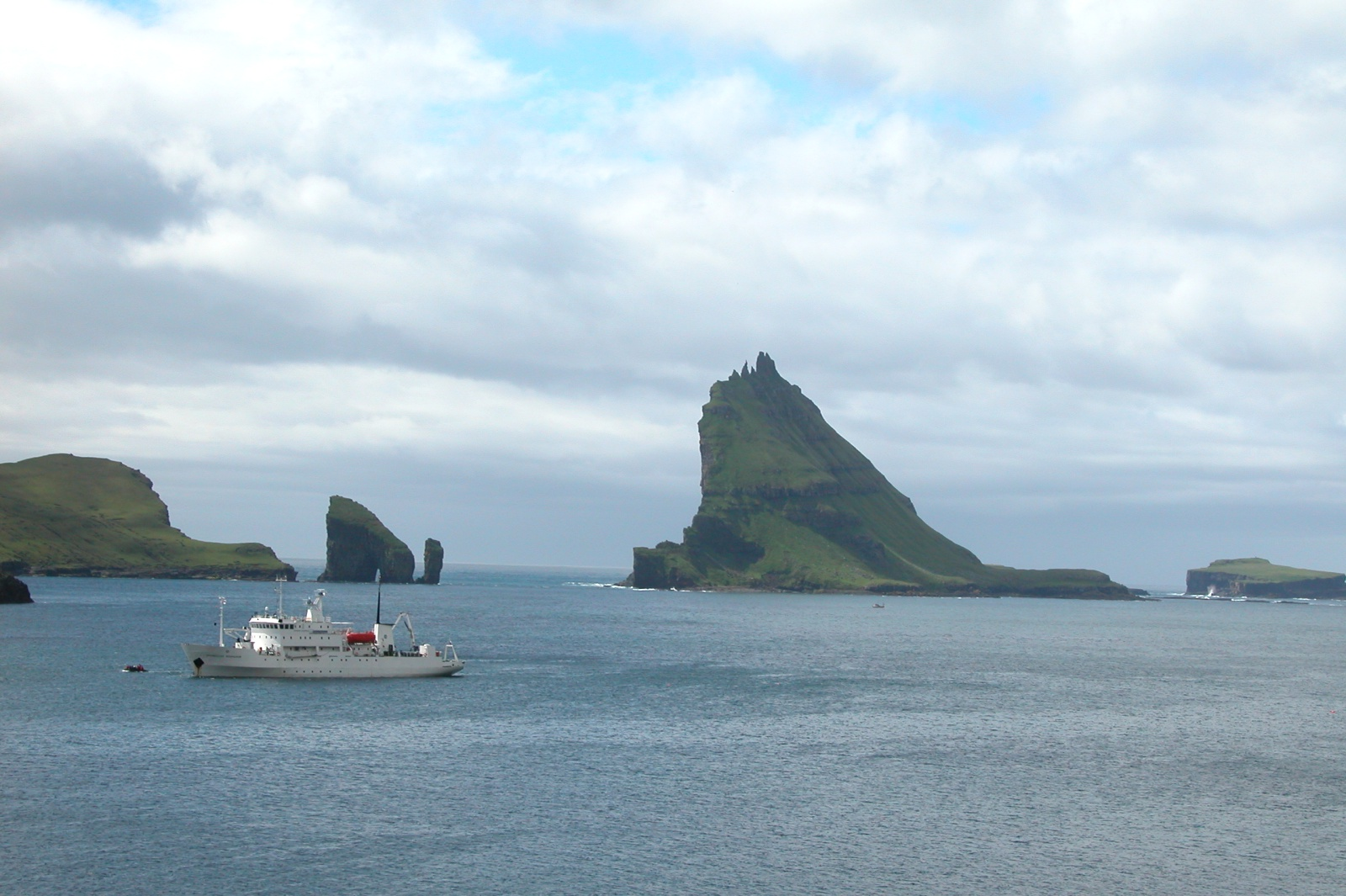
Vista de Tindhólmur (en el medio), desde Bøur.

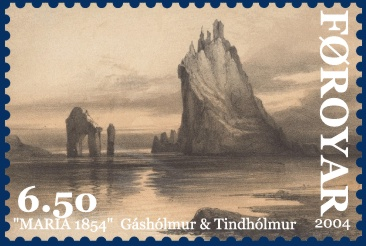
El viaje en el "Maria" 1854, Tindhólmur. Sello del Postverk Føroya del 26 de marzo de 2004, diseñado por Anker Eli Petersen.

Tindhólmur es un islote situado al sur de Sørvágsfjørður, al oeste de Vágar en las Islas Feroe. La isla recibe su nombre de cinco picos, llamados Ytsti, Arni, Lítli, Breiði, Bogdi (El más lejano, Águila, Pequeño, Extenso, Torcido). El islote está deshabitado.

## Características físicas
El islote ocupa una superficie de 650.000 m². El punto más alto del islote se encuentra a 262 metros sobre el nivel del mar.

## Leyendas e historias

### El Águila
De acuerdo con la leyenda, una familia vivía una vez en Tindhólmur. La familia la componían un hombre, una mujer y un pequeño niño. Un día, mientras el padre pescaba en el mar, un águila atrapó al niño y lo llevó consigo a su nido, situado en uno de los picos.
La madre, por amor al niño, escaló hasta el nido del águila para rescatarlo. Cuando llegó al nido, se percató de que el águila había extraído los ojos del niño. Sin embargo, fue capaz de rescatar al niño, que no obstante murió a causa de sus heridas. Después de este incidente, la pareja se mudó del islote, y desde aquel día nadie ha vuelto a vivir en él.
La historia es probablemente sólo un mito, pero hay varios hechos interesantes que lo envuelven. Uno de los picos en la isla se llama pico del águila. Varios descubrimientos en la isla sugieren que el islote ha sido habitado con anterioridad.